# 福島次郎
福島 次郎（ふくしま じろう、1930年（昭和5年） - 2006年（平成18年）2月22日）は、熊本県出身の小説家。高校の国語教師。雑誌『詩と眞實』同人。その同人誌に掲載した短編小説『バスタオル』（1996年）で第115回芥川賞候補になったほか、三島由紀夫との同性愛関係を取り混ぜた自伝的な実名小説『三島由紀夫――剣と寒紅』（1998年）を刊行したことで一時ジャーナリズムを騒がせ、三島関連界隈で名を知られるようになった人物である。

## 経歴・生涯

### 生い立ち
1930年（昭和5年）、私生児として熊本県熊本市に生まれた。次郎の祖父は人力車夫、祖母は屋台で行商をし、その行商を手伝いながら貧乏に育った母は、20代になると庶民相手の青空賭博の元締めになり、下町の盛り場の姐御として派手な風体になった。祖父も、近郷の農民相手の賭場を家の地下室で妾と共に開いていた。
次郎の母は、違法な賭博行為を警察の目から守っていたやくざたちと肉体関係を結び、4人の子供をもうけた。次郎の上には姉、下には弟・妹がいたが、皆それぞれ父親が違っていた。次郎は祖父の長男として出生届を出され、当時50代の大叔母（祖父の妹）に育てられた。
大叔母の夫は日露戦争により21歳で戦死しており、20歳で未亡人となった大叔母は以後ずっと独り身だったが、姪の産んだ赤ん坊（次郎）の臀部に亡夫と同じ卵大の痣を発見すると、夫の生れ変りと信じて姪（次郎の母）に頼み込み次郎を引き取った。賭博稼業に忙しい母にとって、その申し出は渡りに舟であった。
母は他の子の面倒も両親らに任せ、次郎の姉は祖母に、弟は子守り係に育てられた。次郎は幼児から中年まで、母と一緒に暮らしたことがなく、母代りの大叔母と2人で生活した。母と一緒になった義父はやくざの親分であった。

### 上京
大叔母と2人暮らしの次郎は中学卒業後、貯金局に勤務していたが、料亭を営んでいた実母の勧めで大学に進むことになり、1947年（昭和22年）、上京して東洋大学専門部国漢科に入学した。1950年（昭和25年）、次郎は専門部国漢科の3年間を修了し、教師の2級免許を取得した。
さらに国文学科に進む予定で春休みに熊本に帰郷した次郎は、さっそく卒業証書を祖父に見せるが、祖父は長火鉢の前でそれを眺めながら寝込んで脳溢血で倒れてしまった。祖父は昔からの妾の中年女性2人（まさ江と艶）と小さな店（かき氷や、うどん・そばを出す店）を営みながら暮らしていたが、ほどなくまさ江も乳癌が発覚し、次郎はしばらく病人2人の看病をすることになった。
そんな熊本帰省中の同年夏に、20歳の次郎はたまたま本屋で見つけた三島由紀夫の『仮面の告白』を読んで強い衝撃を受けた。同性に惹かれる自身の特異性に悩んでいた次郎は、「すごい作家があらわれたものだ」と、その著者の三島由紀夫という名が脳裡に深く刻まれた。
同年9月に祖父が死去し、その葬儀の1週間後にまさ江も入院先で死去した。もう1人の妾の艶も帰郷し、祖父の家は、母や義父の手続きで売却されることになり、次郎は母から学費をもらって秋に再上京した。東京に向かう汽車の中、次郎は三島の次作『愛の渇き』を夢中で読んだ。東洋大学の国文学科に進んだ次郎は、よく上野の図書館に通っては三島作品を読み、『岬にての物語』などに感心した。

### 三島の家を訪問
1951年（昭和26年）1月から連載開始された三島の『禁色』を毎回本屋で立ち読みしていた次郎は、作中に出てくるゲイバア・ルドンへの関心が強まった。ついに次郎は、ルドンという店はどこにあるのかという問い合わせの手紙を持参し、5月に目黒区緑が丘の三島の自宅を訪問した。
それを機に次郎は、三島の行きつけの店や知人の家に伴ったりするようになり、書生のような雑用係の立場で平岡家（三島の家）にも出入りするようになった。三島は生涯、秘書や弟子などは付けない方針であったが、次郎はアルバイト学生として三島の本の運搬をしたり、三島の父・平岡梓の手伝いで庭仕事をしたりなどの雑用を任された。
次郎は白山の大学寮から平岡家に通い、梓に処世術やちょっとした作法と躾を教わった。三島の母・倭文重からはいつも優しい言葉をかけられ、美味しい手料理の食卓を一家と共にした。憧れていた家庭の温かみと本当の両親からのような世話や愛情を味わっていたその頃の次郎は、三島の才能よりも、その恵まれた家庭環境に羨望を持っていた。また次郎は、東京の華やかな芸能界や映画界の人間と繋がりのある三島と街に出ることで、文化的な世界に触れたいという願望もあった。
しかし同年夏、伊豆の今井浜にて、次郎の側から縁を切る形で三島との関係に一旦終止符を打ったという。三島が初の世界旅行（詳細はアポロの杯を参照）後に書いた『禁色』の第2部『秘薬』（文学界 1952年8月号 - 1953年8月号に連載）のなかに、金銭に汚く人間的に卑劣な役どころの「福次郎」という名の同性愛者を登場しているのを読んだ次郎は、自分のことを恨んだ三島がその男の名を「福次郎」にしたのではないかと思った。
三島とはぎくしゃくしたものの、次郎は三島の両親とは離れがたく、三島が世界旅行で留守にしている間は、変わらずに平岡家に通っていた。梓と倭文重と一緒に出かけた帰りにお汁粉屋などに入ると、親子3人水いらずのような気分になり、このまま三島が帰国せず自分が平岡家の息子になれたらどんなにいいだろうと次郎は空想した。
ルドンのモデルの店「ブランズウィック」のアルバイトも10日で辞め、他の飲み屋でも長続きせず、金銭に困窮して学生生活もままならなくなっていた次郎が、梓にアルバイト先の世話を依頼すると、元役人の梓は深川木場の米穀倉庫での仕事を探してきてくれた。次郎は正式雇用で採用され、フルタイム勤務で毎日そこで働いた。
しかし1952年（昭和27年）の国文学科3年の春、すでに単位を全部取得し、残すは卒論のみとなっていた次郎は、先輩の紹介で福島県の鮫川村にある農業高校の教師の仕事をすることを決め、5月に東京を離れた。その地の下宿先の宿屋の雇い人の14歳の少年に恋した次郎は、初めてその少年相手に望んだ性を成就することができた。約1年間、鮫川村で教員をしながら井原西鶴の卒論を書き終えた次郎は、大学卒業後は年老いた大叔母（育ての母）の待つ故郷の熊本に帰ることにした。

### 故郷での教師生活
1953年（昭和28年）3月、東洋大学国文学科を卒業した福島次郎は、帰郷し熊本県立八代工業高等学校に国語教師として勤務することになった。しかし、その直後に大水害で家屋が流失し、その後は姉が病気になったり、義兄がヒロポン中毒になったりなどの家庭崩壊があり、義父の中風の寝たきり、妹の極貧など、家族の混乱があった。
教師生活をしながらも、自身の生い立ちや家族をモデルにした小説を書き綴っていた福島は、1961年（昭和36年）に同人誌に連載した「現車（うつつぐるま）」で第3回熊日文学賞（熊本日日新聞主催）を受賞した。次郎は20歳の時に母親から、本当の実の父親は刑事で、御前試合に出たこともある柔道家であったことを告げられていた。妻帯者であった実父は次郎が産まれた直後に肺病で亡くなったという。
自作が文学賞を貰った嬉しさから、次郎は自費出版の単行本『現車』を東京にいる三島に送ると、「君が、小説をかくなんて、全くのおどろきだ」と謝礼と祝福の返事が来た。三島がなつがしがっていることに喜んだ福島は、1962年（昭和37年）春、上京する機会があった折に大田区の馬込東（現・南馬込）の三島邸を訪問し、すでに妻子のいる三島と久しぶりに再会した。
その日銀座に一緒に出掛けた帰りに三島から、「ぼくは、今、自分でもおかしいぐらい子供に夢中なんだ」、「君も思い切って結婚したらどう？」と勧められ、「今のぼくに何が世の中で大事かときかれたら、女房と子供だと答えるよ」と言われたという。女性に全く興味のない福島には、結婚など考えられず、何か独り取り残されたような淋しさを感じた。
その後4年間、福島は自作の掲載された雑誌『日本談義』を送ったり、構想中の作品「バスタオル」のあらすじなどを伝えたりした。福島は手紙で近況報告などのやりとりを交わし、三島から文学のアドバイスを受けた。1965年（昭和40年）の春から、八代市の街中に古い一軒家を借りた福島は、60代半ばになった母親と2人で暮らし始めた。母を恨んで拒絶したこともあった福島だが、貧しさの中で混乱する家族が助け合ううち、次第に心がほぐれていった。
1966年（昭和41年）8月27日、神風連の取材で熊本県を訪れた三島を荒木精之らと共に出迎え、行く先々に同行した福島は熊本城や八代工業高校を案内した。その後、前篇・後篇の合本『現車』を三島に送り、東京の出版社に口利きをしてほしい思いを託すが、三島は自衛隊体験入隊などで多忙となり、福島はその「ますらを道」の志に共鳴できずに疎遠ぎみとなった。
1967年（昭和42年）8月から、福島は長編自伝小説「塵映え」の連載を雑誌『日本談義』に書き始めた。これは自身のホモセクシュアルな性向を告白的に綴ったものであった。同年の11月18日、同性愛関連のこと（具体的にはそう書かれておらず推察による）を、手紙の中には書かないでほしいと、疑いを抱いている瑤子夫人の目に文面が触れることを厭う恐妻的な三島からの来信をきっかけに、以後福島は返信しなくなり文通は途絶えた。
当時の福島は感情的になっていたため、その手紙で『現車』の東京での出版意向を無視されたと早合点で思い込み、三島の皇国思想と合わない柔弱な自分が見捨てられたと勘違いしてしまったという。その後、三島は1970年（昭和45年）11月に楯の会の同志と共に三島事件で自決し、密葬の約1週間後に福島は三島邸に弔問に行った。

### 作家に専念
その後、福島は1975年（昭和50年）、「阿武隈の霜」で第8回九州文学賞を受賞した。1976年（昭和51年）の冬に、三島の母・倭文重が入院している虎の門病院に見舞いに行った。その頃には、福島の母親はすでに肝臓病で死去していた。
1987年（昭和62年）、57歳で35年間の教職から退いた後は文筆活動に専念した。退職金も使い果たし、年金だけでは小旅行もできずに困っていた福島は、1993年（平成5年）3月、三島から貰った手紙13通と葉書3枚を東京の神田神保町の古本屋に売り、多数の札束を受け取った。予め2、3通と全部のコピーを郵送し思わぬ高額の前金を振り込まれていた福島は、出発前から新宿で数日遊んだ後の帰途の京都旅行の予定を立てていた。
1996年（平成8年）、高校教師と生徒との同性愛関係を描いた「バスタオル」（『詩と眞實』2月号掲載）が第115回芥川賞候補となった。また1999年（平成11年）には、同性愛者の兄弟の絆を描いた「蝶のかたみ」（『文學界』1998年11月号に掲載）が第120回芥川賞候補となった。
三島の死から28年経ち、三島の両親や瑤子夫人、三島の弟・千之、荒木精之らも全員亡くなった後の1998年（平成10年）3月20日、福島は三島との愛憎関係を綴った実名小説『三島由紀夫――剣と寒紅』（第1章・第2章は『文學界』4月号初出で、第3章・第4章は書き下ろし）を文藝春秋から出版した。この実名小説は、三島の同性愛界隈の一端が垣間見られるものとして重宝された一方で、作品自体は文章力も低く、宣伝のわりには同性愛の内容が薄っぺらいため、別れた芸能人に対する暴露本まがいの売名行為との批判も浴びた。
1998年（平成10年）3月24日、『三島由紀夫――剣と寒紅』で三島の書簡を無断で掲載したことが著作権侵害に当たるとして、三島の遺族である長女・冨田紀子と長男・平岡威一郎から、同書の出版差し止めを求める訴訟を起こされた。福島は版元の文藝春秋と共に最高裁まで争ったが、2000年（平成12年）5月23日に敗訴が確定した。
晩年は健康を害して入退院を繰り返したが、その間も2005年（平成17年）に、「花ものがたり」、「淫月」などを発表した。また、県民文芸賞の選考委員も務めるなど精力的な活動を続けた。2003年（平成15年）から2005年（平成17年）まで、自伝的小説「いつまで草」を、同年4月からは随筆「花のかおり」を、熊本日日新聞紙上に連載していた。
2006年（平成18年）2月22日午前4時40分、膵癌のため熊本市の病院で死去した。享年76。2月24日に葬儀が営まれた。

## 『剣と寒紅』裁判
1998年（平成10年）3月20日、福島次郎が文藝春秋社から実名小説『三島由紀夫――剣と寒紅』を発売した。週刊誌などのジャーナリズムは、三島と福島の同性愛の関係を描いたセンセーショナルなものとして、殊更に人の好奇心を煽るように喧伝した。作中には、三島から福島に送られた15通の書簡の全文も掲載され、それも話題を呼んで注目された。
ただし、この本は著者自身が巻末の跋に、「この小説を書くに当って」と明記しているように、決してノンフィクションであるとはどこにも銘打っておらず、出版社も「文学」、「自伝小説」を強調する宣伝をしていた。これに関して板坂剛は、内容がすべて事実であると言い切る自信が出版社になかったからだと述べ、フィクションと見られる箇所などを指摘しながら、三島研究者にとって真に参考になるのは、三島の書簡のところだけという見解を示している。
1998年（平成10年）3月24日、小説中に掲載された三島の書簡について、「手紙を無断で掲載・公表、複製するのは著作権侵害である」として、三島由紀夫の相続人である三島の長女・冨田紀子と長男・平岡威一郎の2人は、著者・福島次郎と出版元である文藝春秋社に出版差し止めを求める仮処分を東京地方裁判所に申請し、民事裁判を起こした。
1998年（平成10年）3月30日の一審と、1999年（平成11年）10月18日の二審ともに、東京地裁は、文藝春秋社側の主張である「手紙の内容は実用的な通信文であり著作物にあたらない」との言い分を退け、「書簡は事務的な内容の他、三島の自己の作品に対する感慨、抱負や折々の人生観などが、文芸作品とは異なる飾らない言葉で述べられている」とし、書簡を著作物であるという判決を下し、原告が勝訴した。被告側は500万円の損害賠償などを命じられ、控訴した。
2000年（平成12年）5月23日、東京高等裁判所は、被告側の主張は、事実誤認や単なる法令違反で上告理由にあたらないとし、福島次郎と文藝春秋側の控訴を棄却した。判決文の「著作権侵害による損害賠償は、文学的価値ではなく財産的価値の侵害による賠償であって、三島由紀夫と控訴人福島の知名度や文学者としての名声を比較すれば、本件各手紙が本件書籍において、財産的に重要なものであること、すなわち、本件書籍購入の意欲をそそり、本件書籍の商業的成功をもたらすという点で重要なものであることは明らかである」により、書簡も著作物にあたる場合があるとの高裁判決が確定した。
なお、裁判は著作権上の判断であり、争点は福島の著書の内容に関しての真偽についてではなかった。というのは、あらかじめこの著書にはアリバイ的に巻末の中で「小説」と銘うっていたからである。当初より異例の初版10万部の発行を行なっており、判決にもかかわらず大半は流通し9万部が販売され、回収もすぐには行われず、地方の書店では2か月くらい堂々と売られていた。板坂剛はこれについて、「遺族に無断で書簡を公表してはならないことぐらいプロの出版人なら知らないはずはない。にもかかわらず天下の文春がそれをやったということは、最初から裁判沙汰は予定の宣伝戦略であり、その効果を考えれば平岡家に対して支払う謝罪金など安いものだと内心では計算ずくだったのだろう」と述べている。

## 評価
芥川賞候補となった『バスタオル』（1996年）については、石原慎太郎が強く推し、「ここに描かれている高校教師とその生徒との関わりは間違いなく愛であり、しかも哀切である。誰かがこれが男と女の関係ならばただの純愛小説だといっていたが、もしそうとしてもそれがなぜ小説としての瑕瑾となるのか」、「この作品だけが私には官能的なものとして読めた。小説が与える官能こそが小説の原点的な意味に違いない」と賞賛している。
一方、古井由吉は、「少年愛の微妙をめぐるものながら、男の異性愛と平行をなすと私は見る者だが、対象を異性にした場合、この時代ではおそらく、表現は成り立ち難いのだろう」、「しかし現代の彼等たちを、いささか恥じさせるところのある作品ではある。ただし末尾のバスタオルの悪臭は、『バスタオル』全篇を侵したと思われるが」としている。
実名小説『三島由紀夫――剣と寒紅』（1998年）は、『禁色』執筆の頃の三島の交友関係、熊本での神風連取材などの資料として注目される側面もあるが、ノンフィクションとされてはおらず、全てが事実とは言い切れないために、読者を混乱させる著書とも批判され、「作家として大成することなしに老い行く自らに、何とかその生涯に色を残さんとして綴った変型自伝」とも言う三島研究者もいた。
三島を同性愛者だと考えている板坂剛も、福島が描いている同性愛行為の部分に関して、意識を失っていたはずの福島が克明に描写するのはおかしいと矛盾点を指摘しつつ、新宿2丁目界隈で飛び交う作り話と大差がないとし、「思い込みの強さばかりが空回りしているような文章」が他にも各所に散見されて、かなり誇張があるのが感じられるとしている。この本のことをいち早く板坂に知らせた研究者も、「不自然にリアルで潤色が感じられます」と手紙に付記していたという。
板坂は、福島の小説は三島の同性愛世界の周辺をなぞっただけのゲイ雑誌の暴露まがいのもので、「60を過ぎた男が歴史に残る作家について、書いた文章としては味気ない」と評し、三島との関係も深くも激しくもなく、ただの感傷的な物語に終始しているとしている。そして、たとえ書き手が「主観的事実」を書いたに過ぎなくても、それは決して「真実」とは言えず、「卑小な筆で書かれた人物像は、その人物自体が卑小であったかのような印象を読者に与え」てしまうとし、「三島は時には卑しさを身にまとったこともあったが、決して卑小ではなかった」と批判しつつ、福島の筆には真に迫るような中身がないと低評価している。
瀬戸内寂聴は、付き合った相手の悪口を書くのは男でも女でも最低だとして、三島から貰った手紙を売りに出す神経や、三島の両親からご飯を御馳走になるなど、貧しい時に様々に世話になっていながらの福島の恩知らずな暴露を、「ほんとうにけしからん」、「あの男の小説は卑しい」と唾棄し、福島が芥川賞候補になったことが呆れるとしている。美輪明宏も、「まあ世間という魔界には根も葉もないことを言うのがいますからね」と受け答えて、三島の死後に、三島の愛人を自称する嘘つき男と週刊誌上で対決したエピソードを語っている。

## 著書
- 『現車』（日本談義社、1961年） NCID BB23624414
- 『長篇小説塵映え』（出版社不明）
- 『三島由紀夫――剣と寒紅』（文藝春秋、1998年3月） ISBN 978-4163176307
- 『蝶のかたみ』（文藝春秋、1998年11月） ISBN 978-4163181509
  - 「蝶のかたみ」「バスタオル」を収録
- 『花ものがたり』（熊本市現代美術館、2005年3月）南嶌宏編集
- 『淫月』（宝島社、2005年9月） ISBN 978-4-7966-4820-2
  - 「奇腹譚」「螢」「晩夏」「陽炎」「冬野」「逝春」「淫月」「飛魂抄」を収録
- 『華燭』（海鳥社、2006年8月） ISBN 978-4874155943
  - 「華燭」「霜月紅」を収録
- 『現車』前篇・後篇（論創社、2017年4月） 前篇 ISBN 978-4846015800。後篇 ISBN 978-4846015817